# Spalangia heterendius
Spalangia heterendius är en stekelart som beskrevs av Huang 1990. Spalangia heterendius ingår i släktet Spalangia och familjen puppglanssteklar. Inga underarter finns listade i Catalogue of Life.